# 満島光太郎
満島 光太郎（みつしま こうたろう、1993年〈平成5年〉7月3日 - ）は、日本の元プロバスケットボール選手で現在は指導者。沖縄県沖縄市出身。現役時代のポジションはポイントガード。

## 来歴
1993年、沖縄市に生まれる。父親は体育教師であり、指導する中学校のバスケットボール部を全国優勝に導く実績を持つ。長姉は女優の満島ひかり、兄は俳優の満島真之介、次姉はモデルの満島みなみ。
沖縄市立沖縄東中学校卒業。
興南高等学校に進学後、2011年のウィンターカップでは1回戦の富山県立富山商業高等学校から14得点を奪い勝利に貢献。続く洛南高等学校戦には敗れたものの、満島は40分間フル出場しチーム最多の17得点を挙げた。
2012年、拓殖大学に入学。1年次に出場した新人戦では4位入賞に貢献した。2年次にはスターティングメンバーとしてオールジャパンに出場し2回戦まで進んだ。また「1対1に強い選手」と評価され、ストリートボールのイベント「SOMECITY」の大学生チームに選抜された。
2016年には将来の日本国外での競技を志し、ロサンゼルスに渡りトレーニングを行う。同年7月19日、B3リーグのライジングゼファーフクオカと選手契約を結ぶことが発表された。その後2018年には東京サンレーヴスと契約を結んだが、2019年1月には契約解除となった。

## 個人成績
| シーズン | チーム   | GP | GS | MPG | FG% | 3P% | FT% | RPG | APG | SPG | BPG | TO | PPG |
| -------- | -------- | -- | -- | --- | --- | --- | --- | --- | --- | --- | --- | -- | --- |
| 2016-17  | フクオカ |    |    |     |     |     |     |     |     |     |     |    |     |